# Callopistria guttulalis
Callopistria guttulalis là một loài bướm đêm trong họ Noctuidae.